# Jean de La Mouche
Jean de La Mouche, Joannes Meschin ou Jean Meschin (mort après 1199) est un  évêque élu de Dol de 1190 à 1199.

## Contexte
C'est à cette époque que se termine l' « affaire de l'archevêché Dol  ». Rome n'avait jamais reconnu formellement l'érection du siège en métropole au IXe siècle au détriment de l'archevêché de Tours mais du fait de l'affaiblissement de son autorité jusqu'au milieu du XIe siècle un statu quo avait été respecté. Ensuite plusieurs des titulaires du siège avaient continué au cours des siècles de recevoir le Pallium dont encore le cardinal Rolland III consacré archevêque, par le Pape Lucius III en 1184 et ses deux successeur Henri (1186-1188) et Jean de Vaunoise (1189-1190). Toutefois au fil des années les évêchés bretons avaient rallié la métropole de Tours, sauf l'évêché de Saint-Brieuc et l'évêché de Tréguier alors que les rois de France Louis VII puis Philippe Auguste dans leur conflit avec la Maison Plantagenêt, insistaient pour que le débat soit clos au détriment de Dol.

## Biographie
Jean de La Mouche qui appartient à une famille originaire de l'Avranchin est élu en 1190 mais non consacré. Il se rend à Rome pour plaider sa cause auprès du pape Innocent III qui avait également convoqué l'archevêque de Tours le 29 septembre 1198. Le pape se prononce en faveur de ce dernier par un jugement du 1er juin 1999. Jean de la Mouche présente immédiatement sa démission au Pape qui la refuse pour écarter tout prétexte d'atermoiement. Le jugement est notifié au clergé et chapitre de la cathédrale et au peuple de Dol de Bretagne ainsi qu'au roi de France et à la comtesse Constance de Bretagne. La décision pontificale ne semble pas avoir été acceptée sans réticences car par une bulle du 12 mai 1200 le souverain pontife lève l'interdit auquel était soumis la Bretagne. Le duc Arthur de Bretagne se soumet à Tours et promet d'obéir désormais à la sentence du Pape en faveur de l'archevêque, de rétablir l'évêque de Dol,  dans ses droits et de réparer les dommages causés. Selon une tradition locale, Jean de La Mouche serait mort de chagrin, après avoir été consacré en 1201 par l'archevêque de Tours[réf. souhaitée].

## Sources
- Arthur de La Borderie, Histoire de la Bretagne, vol. III, Mayenne, Joseph Floch (réédition), 1975, 622 p., p. 197-205.  Histoire de la métropole de Dol au XIe et XIIe siècles
- Barthélémy-Amédée Pocquet du Haut-Jussé, Les Papes et les Ducs de Bretagne, Spézet, COOP Breizh (réédition), 2000, 698 p. (ISBN 2-84346-077-8), p. 38-43 Chapitre préliminaire